# Zé Gotinha
 (mars 2021).

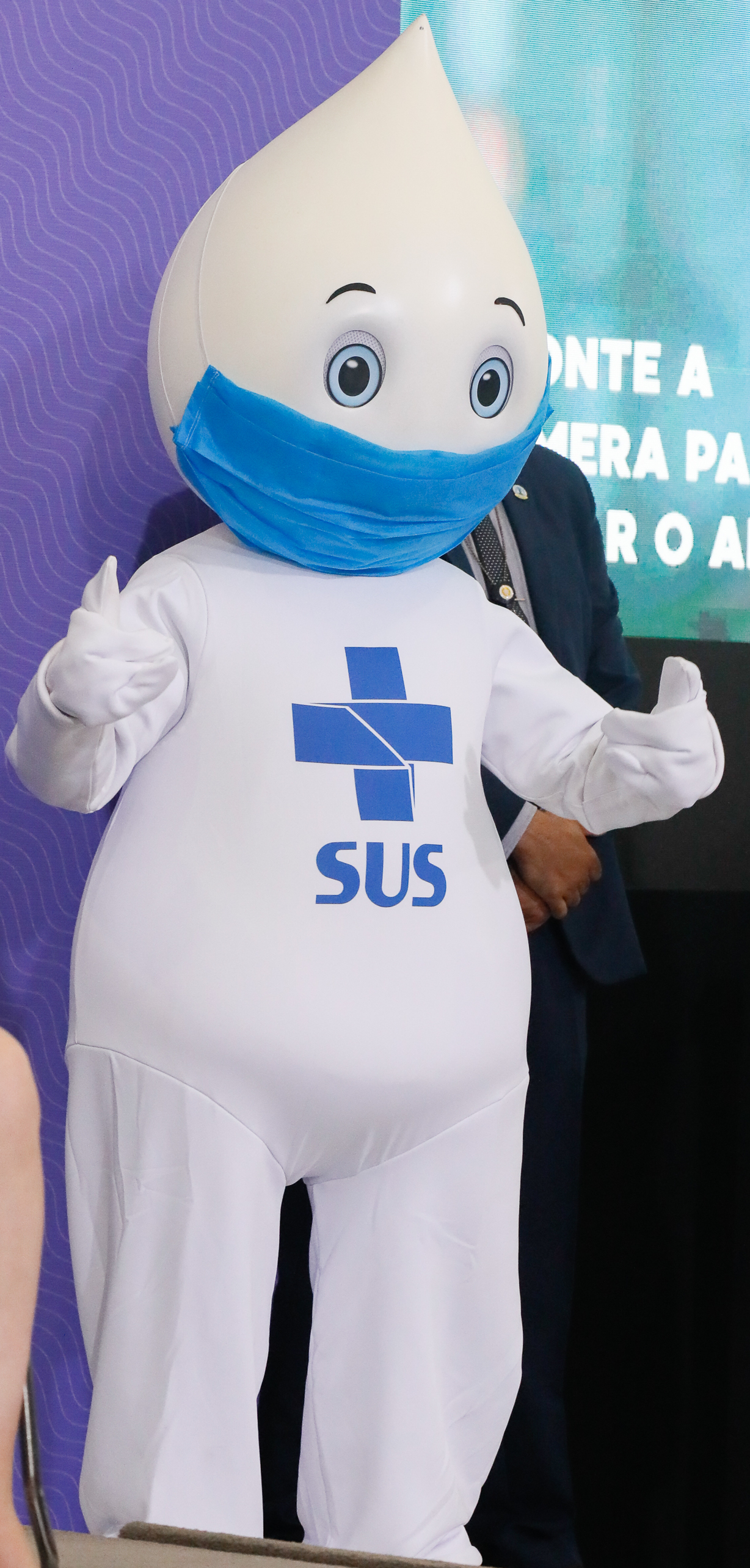
Zé Gotinha le 16 décembre 2020 à Brasília, lors du lancement de la campagne de vaccination contre la COVID-19 au Brésil.

Zé Gotinha (en français « Joe la gouttelette ») est une mascotte utilisée pour promouvoir la vaccination au Brésil. Il est depuis devenu le visage du système de santé brésilien (SUS, Sistema Único de Saúde).
Le visuel de Zé Gotinha a été créé par le plasticien Darlan Manoel Rosa en 1986, pour représenter la campagne de vaccination brésilienne contre la polio. Le nom « Zé Gotinha » a été choisi à la suite d'un concours organisé par le ministère de la santé brésilien.